# Pável Pérez
Pável Uriel Pérez Hernández (ur. 26 czerwca 1998 w Tala) – meksykański piłkarz występujący na pozycji skrzydłowego lub ofensywnego pomocnika, od 2025 roku zawodnik Necaxy.